# الخنشبة (مذيخرة)

تعديل مصدري - تعديل

الخنشبة محلة تابعة لقرية الشخص، التابعة لعزلة الاشعوب بمديرية مذيخرة إحدى مديريات محافظة إب في الجمهورية اليمنية، بلغ تعداد سكانها 76 حسب تعداد اليمن لعام 2004.